# Diboruro di renio
Il diboruro di renio (ReB2) è un materiale sintetico superduro composto da una miscela di renio, noto per la sua resistenza alle alte pressioni, e boro, che forma legami covalenti brevi e forti con il renio. È stato sintetizzato per la prima volta nel 1962 ed è riemerso di recente grazie alla speranza di ottenere un'elevata durezza paragonabile a quella del diamante. La durezza ultraelevata riportata è stata messa in dubbio, sebbene questa sia una questione di definizione poiché nel test iniziale il diboruro di renio è stato in grado di graffiare il diamante.
Il metodo di produzione di questo materiale non prevede pressioni elevate come con altri materiali sintetici duri, come il nitruro di boro cubico, che rende la produzione economica. Tuttavia, il renio stesso è un metallo costoso.
Il composto è formato da una miscela di renio, noto per la sua resistenza alle alte pressioni, e boro, che forma legami covalenti brevi e forti con il renio.

## Sintesi

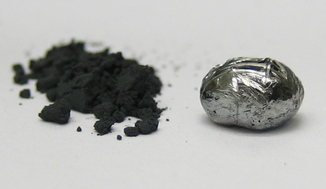
Diboruro di renio

Il diboruro di renio può essere sintetizzato con almeno tre metodi diversi a pressione atmosferica standard: metatesi allo stato solido, fusione in un arco elettrico e riscaldamento diretto degli elementi.
Nella reazione di metatesi, il tricloruro di renio (ReCl3) e il diboruro di magnesio (MgB2) vengono miscelati e riscaldati in un'atmosfera inerte e il sottoprodotto cloruro di magnesio viene lavato via. L'eccesso di boro è necessario per prevenire la formazione di altre fasi come Re7B3 e Re3B.
Nel metodo della fusione ad arco si miscelano le polveri di renio e boro e si fa passare corrente elettrica ad alta intensità attraverso la miscela, sempre in atmosfera inerte.
Nel metodo di reazione diretta, la miscela renio-boro viene sigillata sotto vuoto e mantenuta ad alta temperatura per un periodo più lungo (1000 °C per cinque giorni).
Almeno gli ultimi due metodi sono in grado di produrre diboruro di renio puro senza altre fasi, come confermato dalla cristallografia a raggi X.

## Proprietà e struttura cristallina
Il diboruro di renio ha una struttura di tipo esagonale con gruppo spaziale P63/mmc (gruppo n° 194). La durezza del diboruro di renio mostra una notevole anisotropia proprio a causa della sua struttura a strati esagonale, essendo massima lungo l'asse {\displaystyle c}. Contrariamente al test di durezza antigraffio, la sua durezza su scala Vickers (HV ~ 22 GPa) è molto inferiore a quella del diamante ed è paragonabile a quella del carburo di tungsteno, del carburo di silicio, del diboruro di titanio o del diboruro di zirconio.
Due fattori contribuiscono all'elevata durezza del diboruro di renio: un'elevata densità di elettroni di valenza e un'abbondanza di brevi legami covalenti. Il renio ha una delle densità elettroniche di valenza più alte di qualsiasi metallo di transizione (476 elettroni/nm3, rispetto a 572 elettroni/nm3 per l'osmio e 705 elettroni/nm3 per il diamante). L'aggiunta di boro richiede solo un'espansione del 5% del reticolo di renio, perché i piccoli atomi di boro riempiono gli spazi esistenti tra gli atomi di renio. Inoltre, le elettronegatività del renio e del boro sono abbastanza vicine (1,9 e 2,04 sulla scala di Pauling) da formare legami covalenti in cui gli elettroni sono condivisi quasi equamente.